# Canale di Walcheren
Il canale di Walcheren (in olandese Kanaal door Walcheren) è un canale artificiale dei Paesi Bassi nel bacino del delta del Reno, della Mosa e della Schelda nella provincia della Zelanda.

## Geografia
Il canale collega il Veerse Meer, presso Veere, passando per Middelburg, con la Schelda Occidentale e il porto di Flessinga.
Tra Middelburg e Veere si dirama in direzione di Arnemuiden e Nieuw- en Sint Joosland il canale Arne.

## Storia
I lavori di costruzione del canali si tennero tra il 1870 e il 1873. Uno degli obiettivi del canale era quello di contribuire al rilancio economico della città di Middelburg.
Il canale segue parzialmente il percorso del vecchio canale del porto di Middelburg risalente al 1817. La costruzione del canale di Walcheren ebbe luogo lo stesso anno della linea ferroviaria Roosendaal - Flessinga; a causa della costruzione della Sloedam, la diga sullo Sloe, il vecchio canale fu reso inutilizzabile per la navigazione.

## Utilizzo
Ai giorni d'oggi, il canale è utilizzato sia per la navigazione mercantile che per quella da diporto, con una prevalenza della seconda sulla prima.